# Il-Fgura
Il-Fgura – ou plus simplement Fgura – est une localité de Malte d'environ 11 700 habitants, située dans le sud est de Malte, lieu d'un conseil local (Kunsilli Lokali) compris dans la région (Reġjun) Nofsinhar.

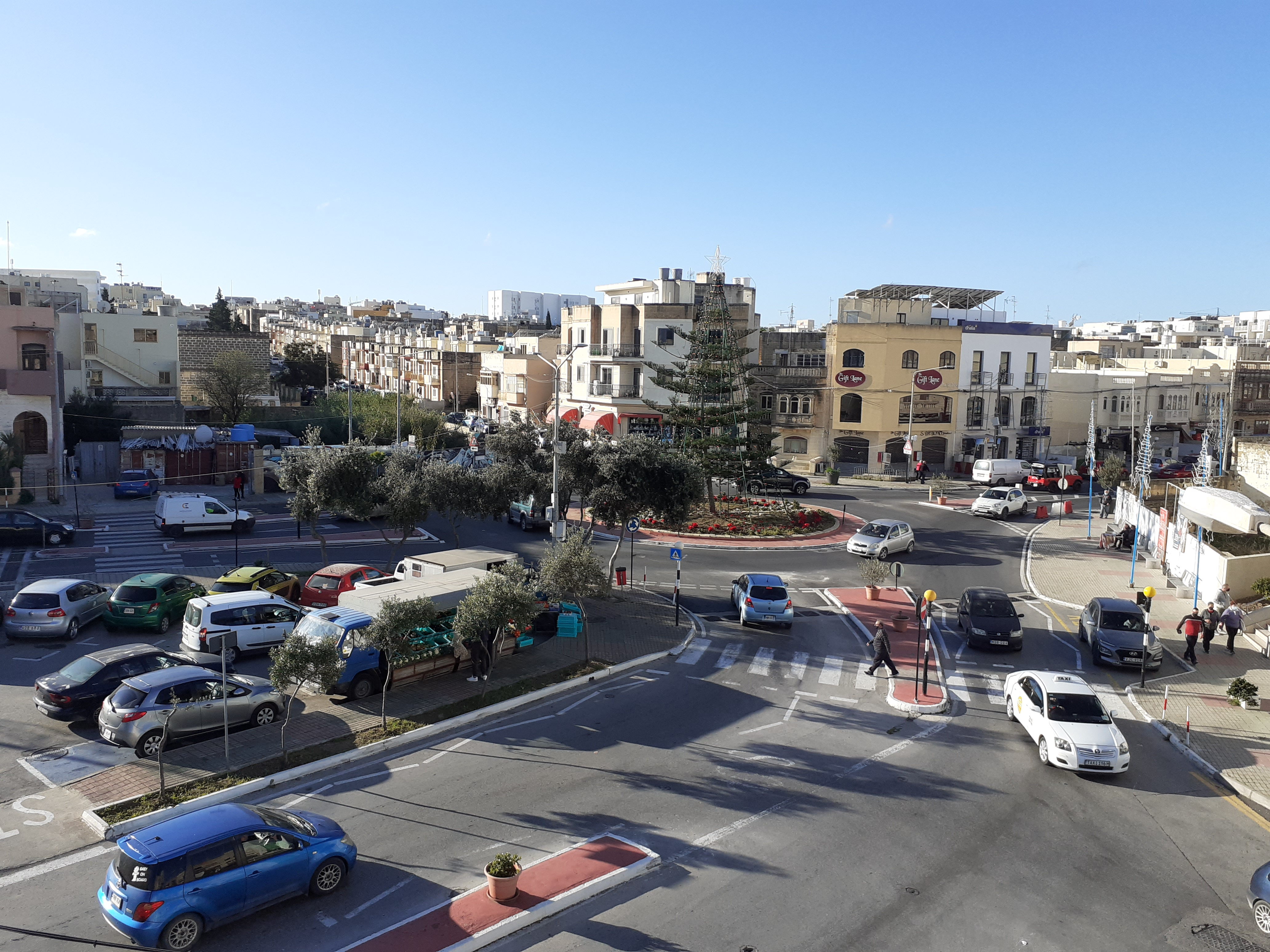
Centre-ville de Fgura

## Origine
La ville a des origines préhistoriques - il y a plusieurs tombes dans la région - et des preuves existent montrant qu'il s'agissait d'un établissement Phénicien. Avant la Seconde Guerre mondiale, c'était un petit village rural avec des fermes éparpillées un peu partout. Il n'en reste pratiquement rien aujourd'hui.

## Paroisse
Le saint patron de Fgura est Notre-Dame-de-Mont-Carmel, et sa fête annuelle est célébrée le deuxième de juillet.

### Église

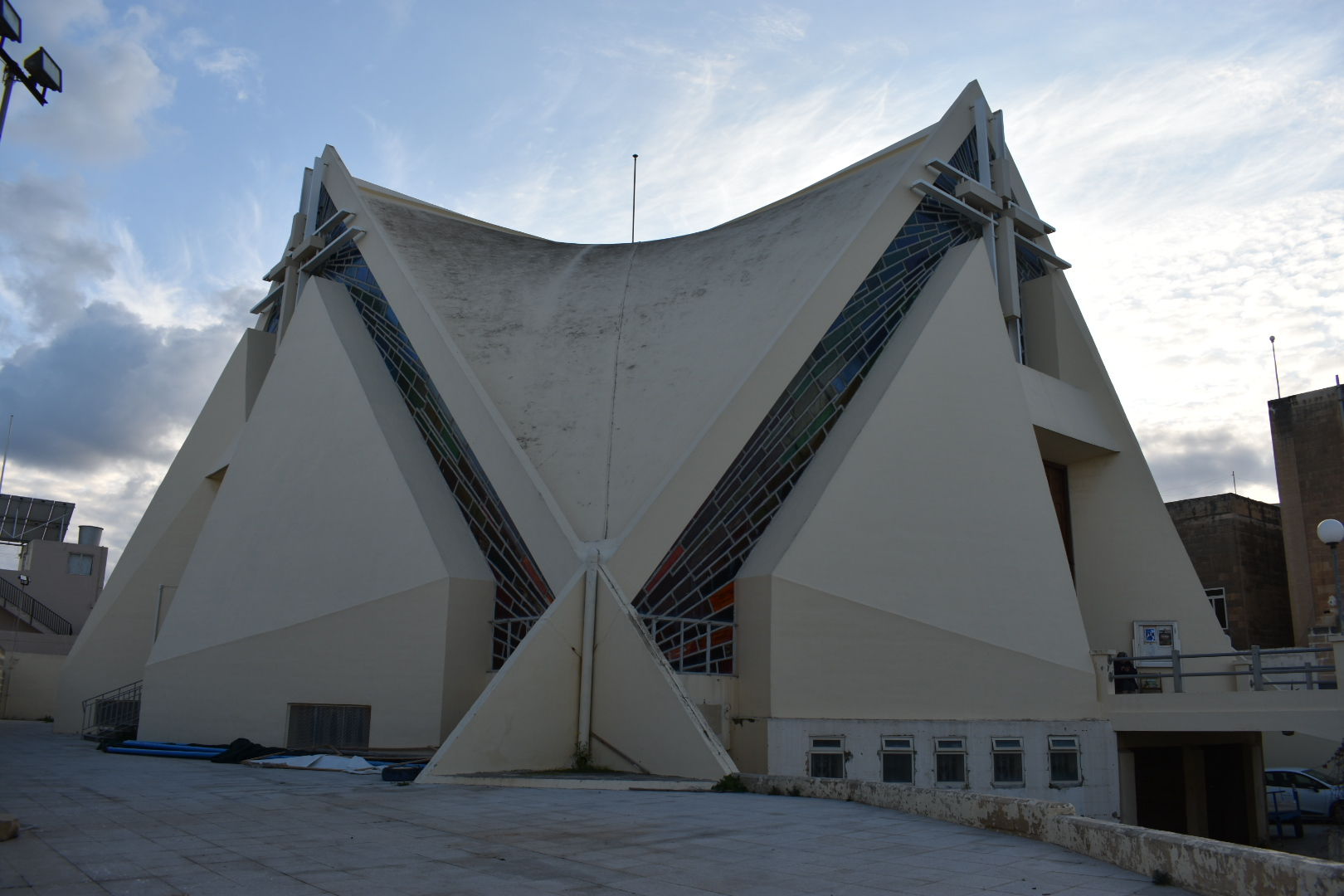
Église Notre-Dame-Du-Mont-Carmel
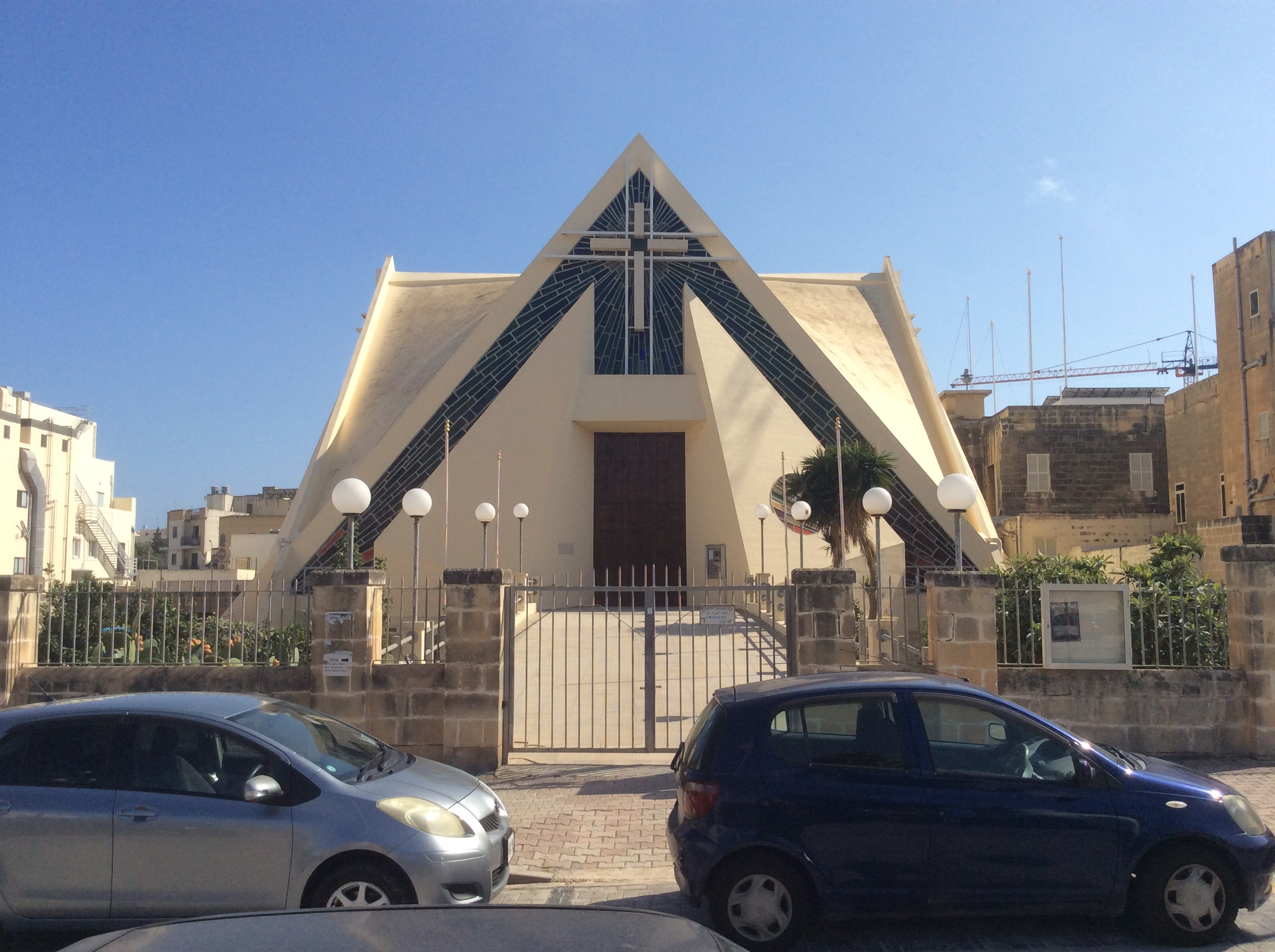
Façade de l'église Notre-Dame-Du-Mont-Carmel
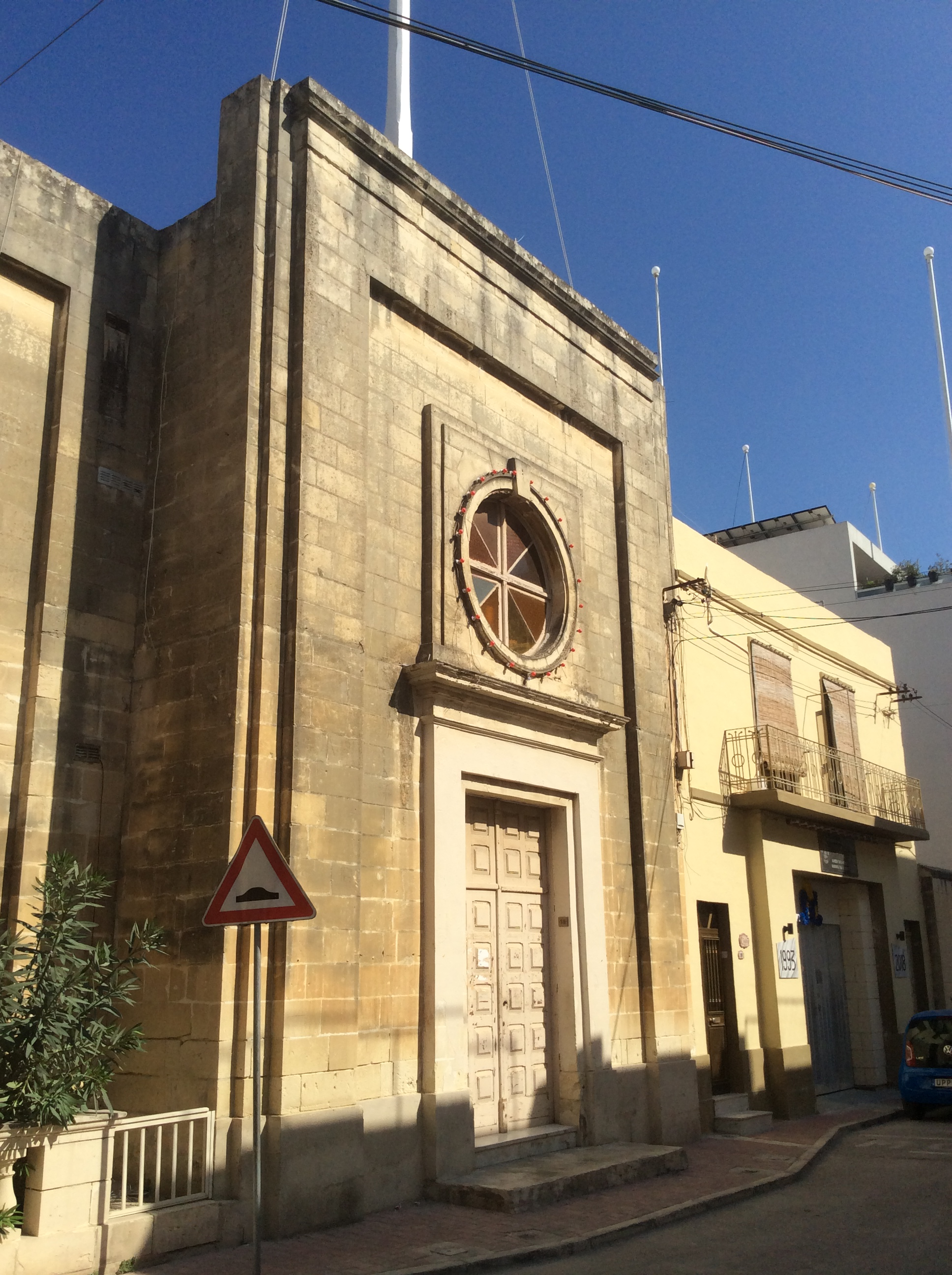
Vieille église

## Histoire
Située tout près de la Cottonera, la croissance de Fgura a fortement été liée à celle des docks, surtout après la Seconde Guerre mondiale.

## Géographie
Fgura est bordée au nord par les fortifications de la Cottonera et par les villes de Zabbar au sud et Tarxien à l'ouest.
|               | Bormla   |            |
| Paola (Malte) | Il-Fgura | Ħaż-Żabbar |
| Tarxien       |          | Iż-Żejtun  |

## Patrimoine et culture
La ville abrite une église moderne aux formes singulières en forme de pyramide.

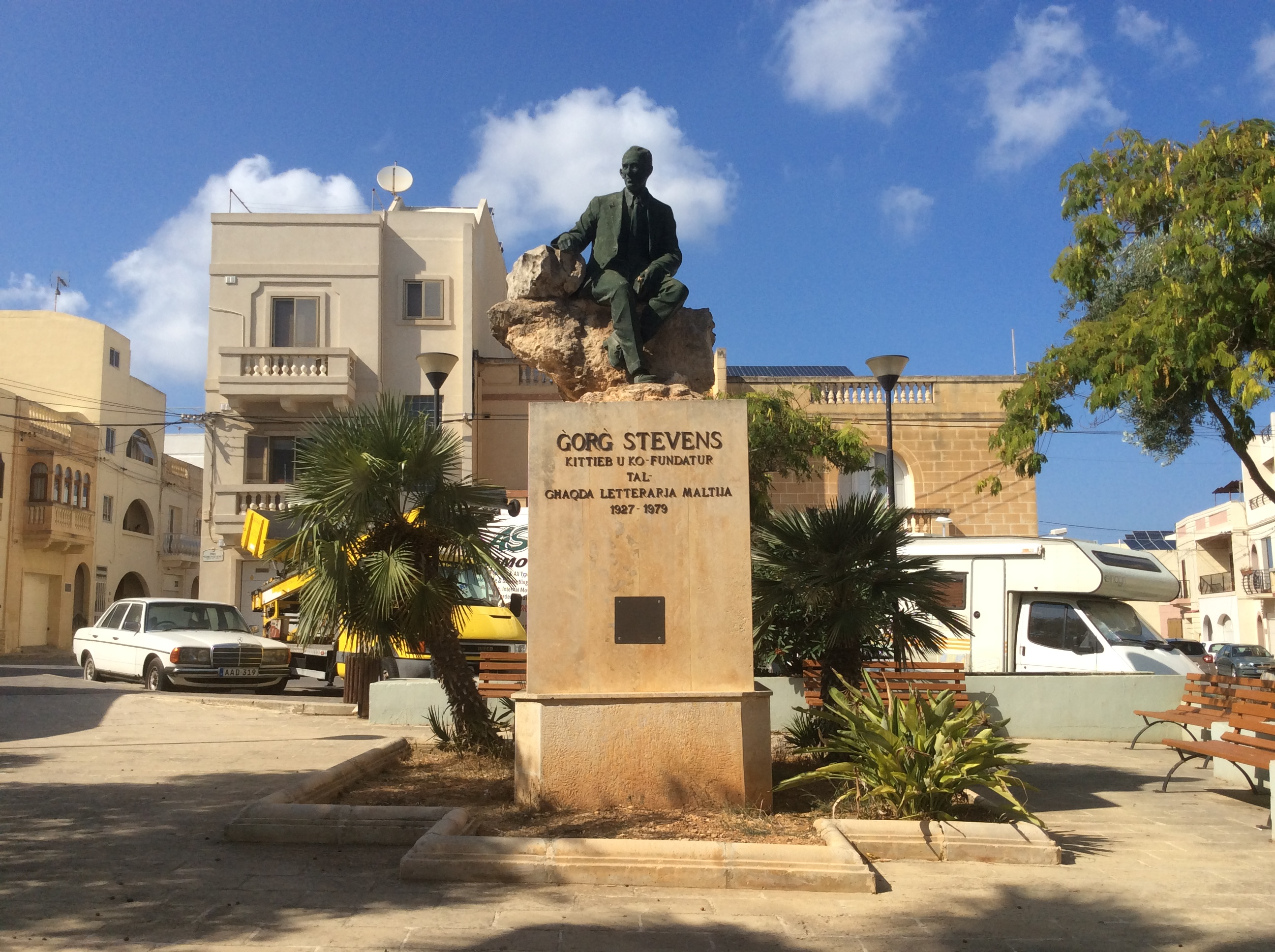
Statue de Stevens Gorg
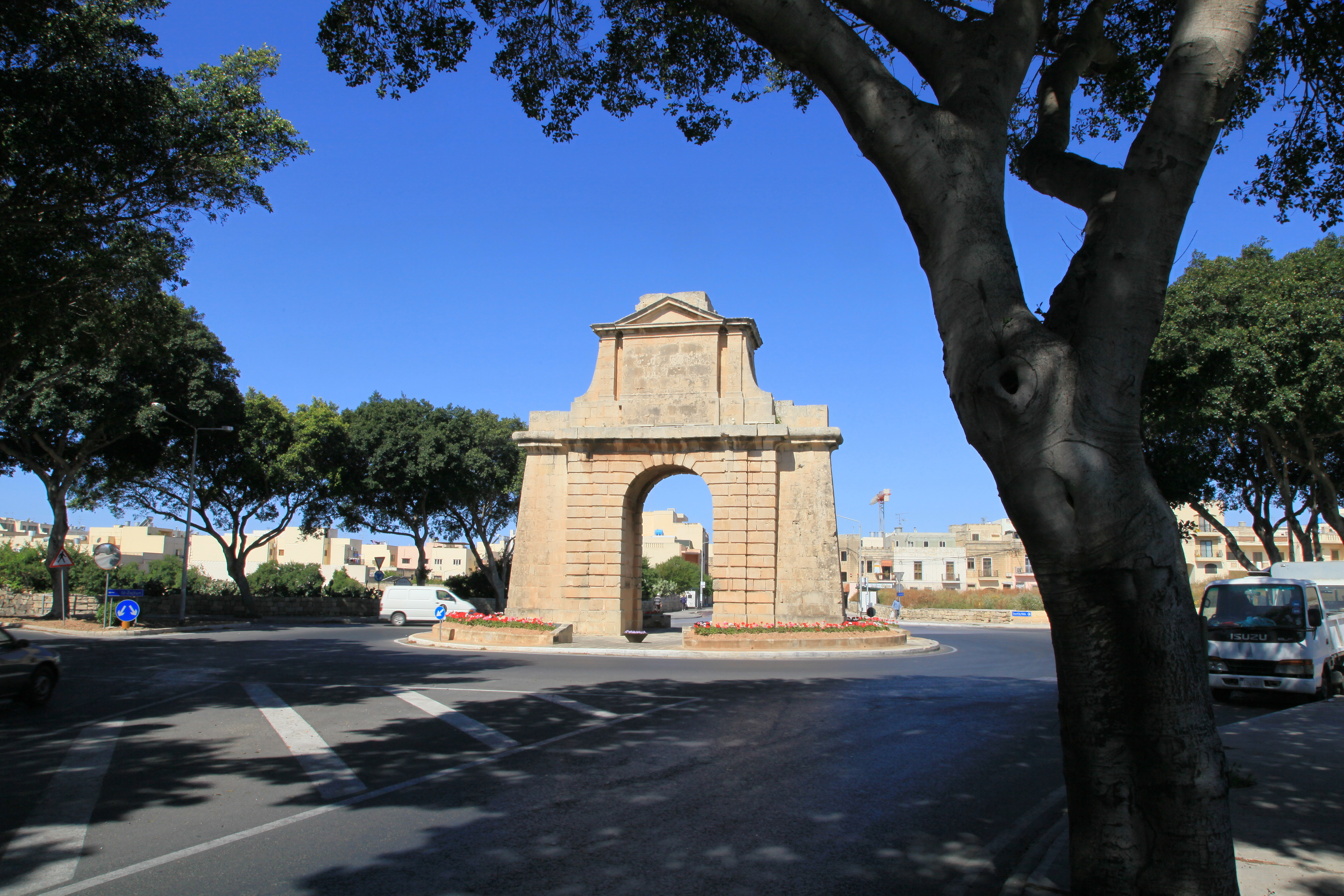
Arc de Hompesch
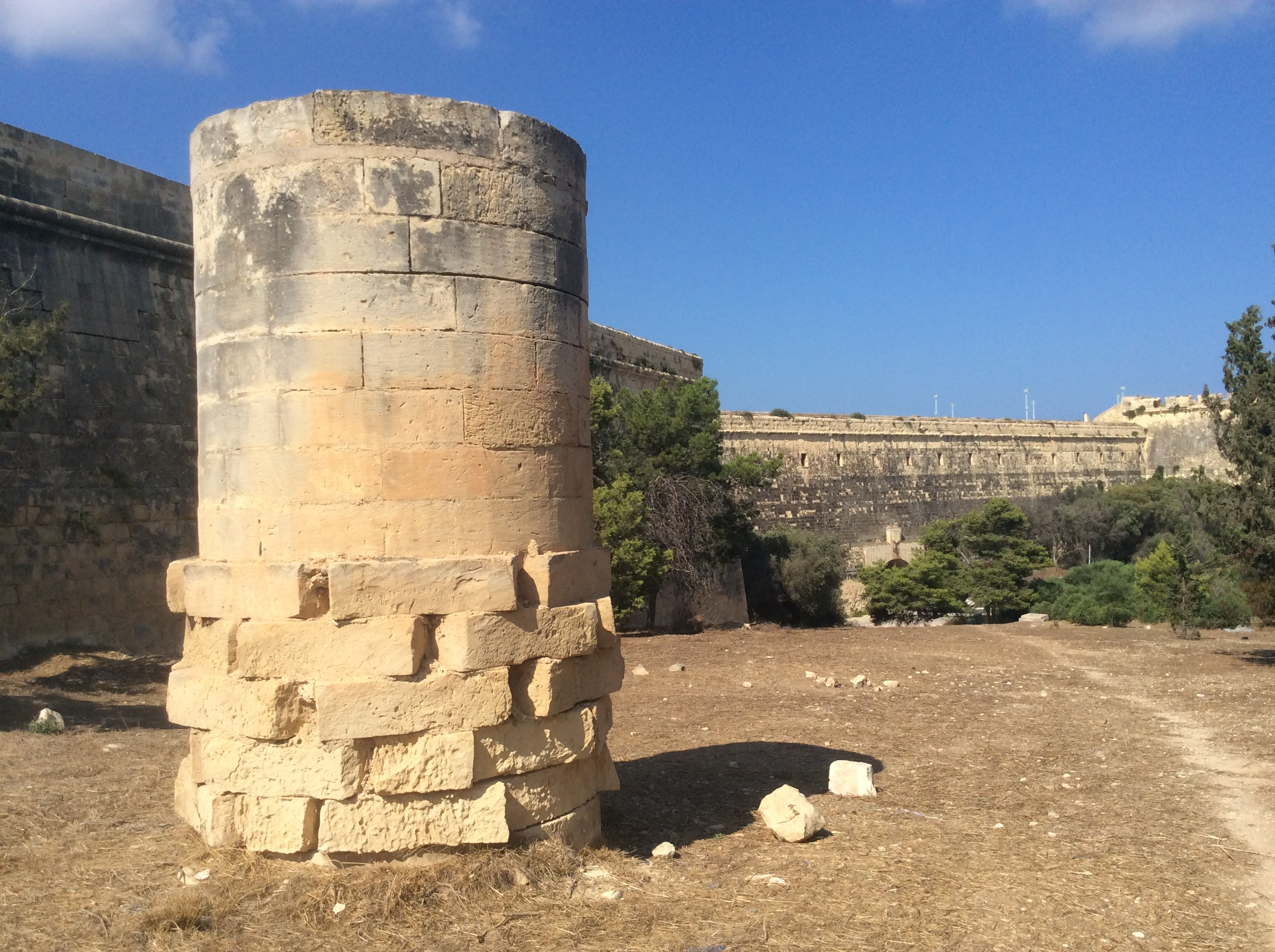
Lignes Cottonera de Fgura
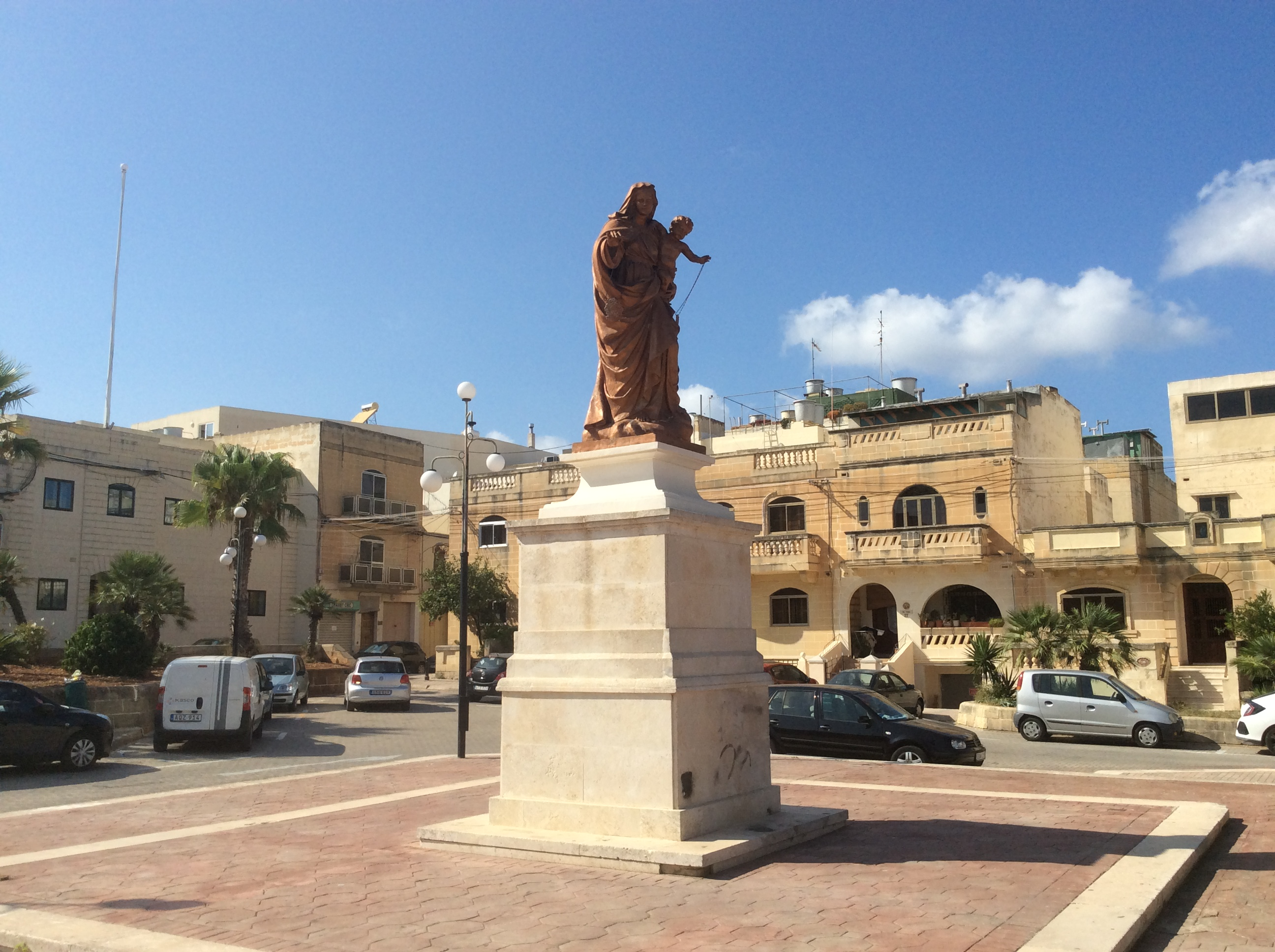
Statue de la vierge Marie, avec Jésus-Christ
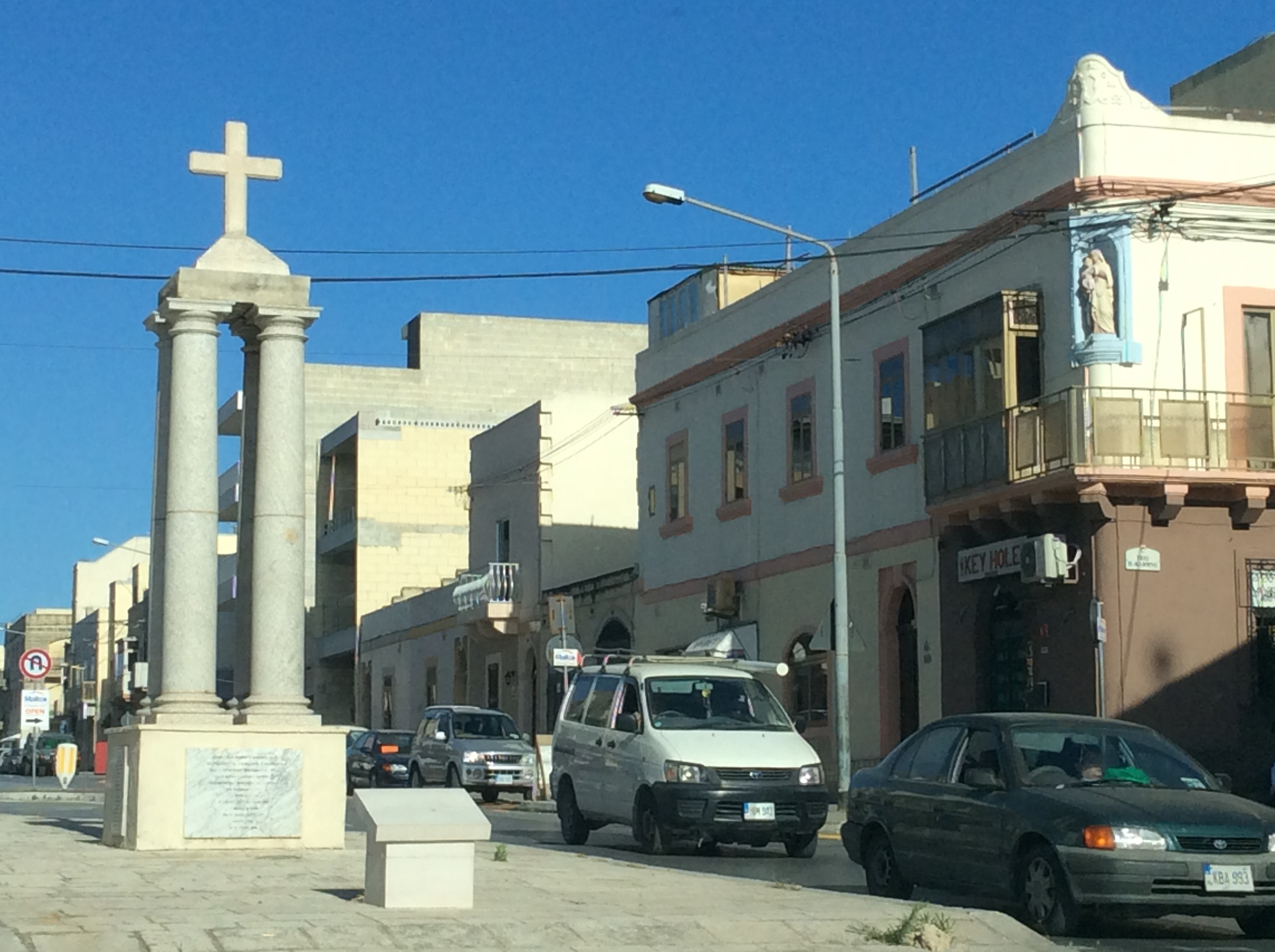
Croix

## Sources
- (mt) Alfie Guillaumier, Bliet u Rħula Maltin (Villes et villages maltais), Klabb Kotba Maltin, Malte, 2005.
- (en) Juliet Rix, Malta and Gozo, Brad Travel Guide, Angleterre, 2013.
- Alain Blondy, Malte, Guides Arthaud, coll. Grands voyages, Paris, 1997.